# 로디온 커머타루
로디온 고룬 커머타루(루마니아어: Rodion Gorun Cămătaru, 1958년 6월 22일 ~ )는 루마니아의 전직 축구 선수로, 포지션은 스트라이커였다.

## 경력

### 클럽
1974년 우니베르시타테아 크라이오바 소속으로 데뷔했으며 12년 동안 우니베르시타테아 소속으로 뛰면서 팀의 리그 2회 우승(1980년, 1981년)에 공헌했다. 1986년 디나모 부쿠레슈티로 이적했고 첫 시즌에서 33경기에 출전하는 동안 44득점을 기록하면서 득점왕에 올랐다. 1989년 벨기에의 샤를루아로 이적했고 1990년 네덜란드의 헤이렌베인으로 이적했고 1993년 5월 20일에 열린 아약스와의 KNVB컵 결승전 경기를 끝으로 현역 은퇴했다.
1987년 유러피언 골든슈를 수상했지만 시즌 마지막 6경기에서 20득점을 기록한 사실이 밝혀져 논란의 여지를 남겼다. 한편 1987년 유럽 전체 시즌 득점 순위에서 2위를 기록했던 토니 폴스터는 그로부터 20년이 지난 후에야 유러피언 골든슈를 수상할 수 있었다.

### 국가대표
1978년부터 1990년까지 루마니아 대표팀에서 뛰는 동안 75경기에 출전했고 22득점을 기록했으며 UEFA 유로 1984와 1990년 FIFA 월드컵에서 루마니아 대표로 출전했다.

## 수상

### 클럽
우니베르시타테아 크라이오바
- 리가 I 2회 우승 (1980, 1981)
- 쿠파 로므니에이 4회 우승 (1977, 1978, 1981, 1983)

헤이렌베인
- KNVB컵 준우승 1회 (1993)

### 개인
- 1987년 리가 I 득점왕 수상
- 1987년 유러피언 골든슈 수상